# José Luis Sagi-Vela
Pour les articles homonymes, voir Sagi et Vela.
José Luis Sagi-Vela, né le 4 octobre 1944, à Madrid, en Espagne et décédé le 20 août 1991, à Madrid, est un ancien joueur espagnol de basket-ball. Il évolue durant sa carrière au poste d'arrière. Il est le frère de Gonzalo Sagi-Vela et d'Alfonso Sagi-Vela.

## Palmarès
- Finaliste du championnat d'Europe 1973